# Maserati MSG Racing
Maserati Monaco Sports Group Racing is een Monegaskisch autosportteam dat deelneemt aan de Formule E. Vanaf het seizoen 2022-2023 neemt dit team de inschrijving van Venturi Racing over.

## Geschiedenis
Op 10 januari 2022 kondigde Maserati aan dat het in het seizoen 2022-2023 toe zou treden tot de Formule E in samenwerking met een destijds nog onbekend team. Het zou de terugkeer van de fabrikant in het formuleracing na een afwezigheid van 65 jaar betekenen; in 1957 nam het voor het laatst deel aan de Formule 1. Maserati werd hiermee de eerste Italiaanse constructeur in de geschiedenis van de Formule E.
Op 7 april 2022 werd aangekondigd dat Maserati en het bestaande Formule E-team Venturi Racing een partnerschap van meerdere jaren aan zouden gaan. Het nieuwe Formule E-team van Maserati zou de inschrijving en het hoofdkwartier van Venturi in Monaco overnemen. Hiermee zou de naam Venturi uit de Formule E verdwijnen; die was vanaf het begin van de klasse aanwezig.
Op 3 november 2022 werden Edoardo Mortara en Maximilian Günther aangekondigd als Maserati-coureurs voor het seizoen 2022-2023.